# Копач, Иржи
Иржи Копач (чеш. Jiří Kopáč; род. 23 февраля 1982, Прага) — чешский гребец, выступающий за сборную Чехии по академической гребле с 2002 года. Обладатель серебряных и бронзовых медалей чемпионатов Европы, многократный призёр этапов Кубка мира, победитель и призёр первенств национального значения, участник двух летних Олимпийских игр.

## Биография
Иржи Копач родился 23 февраля 1982 года в Праге. Проходил подготовку в столичном гребном клубе «Дукла».
Выступал в составе чешской национальной сборной среди молодёжи начиная с 2002 года, а в 2003 году дебютировал в Кубке мира.
Первого серьёзного успеха на взрослом международном уровне добился в сезоне 2007 года — в это время вошёл в основной состав команды, выступил в распашных безрульных четвёрках лёгкого веса на чемпионате мира в Мюнхене и на чемпионате Европы в Познани.
В 2008 году в лёгких парных четвёрках стал четвёртым на чемпионате мира в Линце, в лёгких распашных безрульных четвёрках завоевал бронзовую медаль на чемпионате Европы в Афинах.
В 2009 году в лёгких четвёрках без рулевого был восьмым на чемпионате мира в Познани и четвёртым на чемпионате Европы в Бресте.
На чемпионате Европы 2010 года в Монтемор-у-Велью показал в той же дисциплине седьмой результат.
В 2011 году в лёгких четвёрках без рулевого занял восьмое место на чемпионате мира в Бледе, стал серебряным призёром на чемпионате Европы в Пловдиве.
Благодаря череде удачных выступлений удостоился права защищать честь страны на летних Олимпийских играх 2012 года в Лондоне. В составе лёгкого безрульного экипажа-четвёрки, куда также вошли гребцы Ян Ветешник, Ондржей Ветешник и Мирослав Враштил, сумел квалифицироваться лишь в утешительный финал В и расположился в итоговом протоколе соревнований на 11-й строке.
В 2013 году побывал на чемпионате Европы в Севилье, откуда привёз награду серебряного достоинства, выигранную в распашных безрульных четвёрках лёгкого веса. На чемпионате мира в Чхунджу показал в той же дисциплине 11-й результат.
В 2014 году в лёгких безрульных двойках был седьмым на чемпионате Европы в Белграде и четвёртым на чемпионате мира в Амстердаме.
В 2015 году в лёгких четвёрках без рулевого разместился на седьмой позиции на чемпионате Европы в Познани, закрыл десятку сильнейших на чемпионате мира в Эгбелете.
Находясь в числе лидеров гребной команды Чехии, благополучно прошёл отбор на Олимпийские игры 2016 года в Рио-де-Жанейро. На сей раз с теми же партнёрами занял в программе лёгких четвёрок итоговое 12-е место.
После Олимпиады в Рио Копач остался действующим спортсменом на ещё один олимпийский цикл и продолжил принимать участие в крупнейших международных регатах. Так, в 2017 году в лёгких безрульных четвёрках он был третьим на домашнем чемпионате Европы в Рачице, восьмым в парных четвёрках на чемпионате мира в Сарасоте.
В 2018 году в лёгких парных четвёрках получил серебро на чемпионате Европы в Глазго, занял шестое место на чемпионате мира в Пловдиве.
В 2019 году в лёгких одиночках показал 17-й результат на чемпионате Европы в Люцерне, в лёгких безрульных двойках был пятым на чемпионате мира в Оттенсхайме.